# ファーマ–マクベス回帰
ファーマ–マクベス回帰（ファーマ–マクベスかいき、英: Fama–MacBeth regression）とは、金融経済学において、CAPMのようなファクター型資産価格モデルの統計的妥当性を調べるための回帰分析の手続きである。ファーマ–マクベスの2段階回帰と呼ばれることもある。ユージン・ファーマとジェームズ・マクベスが1973年に発表した論文で用いられた。ファーマ–マクベス回帰においては、時系列方向に対する回帰を行い、その後クロスセクション方向への回帰を行うことでファクター型資産価格モデルの妥当性に対する検証が可能となる。

## 概要
ファーマ–マクベス回帰はCAPMの実証が盛んであった1970年代前半に考案された統計手法の一つである。その目的もCAPMの妥当性を調べるためであったが、ファクター型資産価格モデル一般に適用可能であるという特性があるため、現在でもポピュラーな実証方法の一つである。
ファーマとマクベスの論文においてはファーマ–マクベス回帰を用いてCAPMの実証が行われたが、結果はあまり芳しいものではなかったものの、部分的にはCAPMの成立に対して肯定的な結果を得ている。
しかし、ファーマ–マクベス回帰は直感的な分かりやすさはあるものの、限られた場合でしか統計学的な妥当性が得られないという欠点がある。そのため、一般化最小二乗法や一般化モーメント法、GRS検定の方が推奨される場合も多い。

## 数式での説明
以下ではCochrane & (2005), pp. 245–251に基いて説明を行う。Cochrane & (2005)では説明の簡易化がされているが、ファーマとマクベスの論文ではローリングを行うことでベータが時間について変動することを許し、さらに2段階目の回帰式自体も下記に書かれたものより複雑な形で実証分析が行われている。またファーマとマクベスの論文でも後述のブラック–ジェンセン–ショールズの論文でも個別資産ごとの回帰ではなく、特定の基準に基づいたポートフォリオごとの回帰となっているため、以下の説明はオリジナル論文とは若干異なる面もある。
ファクター型資産価格モデルでは、任意の金融資産 {\displaystyle i} のリスクプレミアム {\displaystyle \operatorname {E} [R_{i}^{e}]} が次のような方程式を満たす。
{\displaystyle \operatorname {E} [R_{i}^{e}]=\beta _{i,1}\operatorname {E} [F_{1}]+\cdots +\beta _{i,K}\operatorname {E} [F_{K}]}
ここで {\displaystyle F_{1},\dots ,F_{K}} は全ての資産に共通のファクターであり、{\displaystyle \beta _{i,1},\dots ,\beta _{i,K}} は各資産 {\displaystyle i} に固有のファクターに対する感応度を表している。このモデルを実証するには以下のような時系列の回帰式を最小二乗法で回帰することで推定値を得る。
{\displaystyle R_{i,t}^{e}=\alpha _{i}+\beta _{i,1}F_{1,t}+\cdots +\beta _{i,K}F_{K,t}+\epsilon _{i,t},\quad t=1,\dots ,T}
ここで {\displaystyle R_{i,t}^{e},F_{1,t},\dots ,F_{K,t}} は資産 {\displaystyle i} の超過リターンとファクターの {\displaystyle t} 時点における実現値である。{\displaystyle \alpha _{i}} は定数項でモデルが正しければ0となる。{\displaystyle \epsilon _{i,t}} は誤差項である。
よって通常の標本平均に対するt検定が可能となる。特に {\displaystyle {\widehat {\alpha }}_{i},i=1,\dots ,N} を並べたベクトル {\displaystyle {\widehat {\alpha }}} がゼロベクトルかどうかの検定は資産価格モデルの妥当性そのものを判断する検定となる。

## ブラック–ジェンセン–ショールズの方法
フィッシャー・ブラック、マイケル・ジェンセン、マイロン・ショールズが1972年に発表した論文ではファーマ–マクベス回帰とは異なる2段階回帰法が用いられている。ブラック–ジェンセン–ショールズの方法では、1段階目の回帰はファーマ–マクベス回帰と同じ時系列方向への回帰だが2段階目の回帰は標本平均に対しての回帰となる。つまり
{\displaystyle {\overline {R_{i}^{e}}}={\frac {1}{T}}\sum _{t=1}^{T}R_{i,t}^{e},\quad i=1,\dots ,N}
として以下のクロスセクション回帰式に対する回帰を行う。
{\displaystyle {\overline {R_{i}^{e}}}=\gamma _{0}+{\widehat {\beta }}_{i}\gamma _{1}+{\overline {\epsilon _{i}}},\quad i=1,\dots ,N}
ここで {\displaystyle {\overline {\epsilon _{i}}}} は誤差項で、ブラック–ジェンセン–ショールズにおいてCAPMの実証が行われたためファクターは一つとしている。すると、CAPMが正しければ {\displaystyle \gamma _{0}=0} かつ {\displaystyle \gamma _{1}=\operatorname {E} [R_{\mathrm {m} }]} である。ここで {\displaystyle \operatorname {E} [R_{\mathrm {m} }]} はマーケットリスクプレミアムである。ブラック–ジェンセン–ショールズではマーケットリスクプレミアムの推定値として市場インデックスの超過リターンの標本平均が用いられている。この仮説に対し、通常の回帰分析における仮説検定を行うことでCAPMの妥当性をブラック–ジェンセン–ショールズは検証した。彼らの検証結果は芳しくなく、この結果をきっかけとしてゼロベータCAPMというCAPMを拡張した理論が生まれている。